# オレンジ (アニメ制作会社)
有限会社オレンジ（英: Orange Co.,Ltd.）は、日本のCGアニメ制作会社。

## 歴史
2004年5月、サテライトの『創聖のアクエリオン』やキネマシトラスの『.hack//Quantum』などで3DCGを手がけてきたフリーのアニメーションディレクターの井野元英二が代表となり設立。
3DCGをただ動かすのではなく、アクションを演出するためにパーツの変形などによる誇張なども用いている。
CG技術について、同社の和氣澄賢プロデューサーは、2017年放送の『宝石の国』では、髪の毛の表現と立体的な骨格を意識した表情の変化の2点はやっておらず、2019年放送の『BEASTARS』で上記の未取組みだった2点の技術を身に付け、2021年公開の『ゴジラS.P』でCGで巨大物を作るときの質感と、手描きアニメとの融合に取り組んできたと語っている。2023年公開の『TRIGUN STAMPEDE』でCGアニメの表現力が進化したと評されているが、これについては、PCのスペックやソフトの性能が上がったというよりは、同社のCGアニメクリエイターのノウハウが蓄積されたことが一番大きいと述べている。

## 主な作品

### テレビアニメ
| 開始年 | 放送期間    | タイトル                            | 監督       | アニメーション プロデューサー | 原作              | 備考                     |
| ------ | ----------- | ----------------------------------- | ---------- | ----------------------------- | ----------------- | ------------------------ |
| 2013年 | 4月 - 9月   | 銀河機攻隊 マジェスティックプリンス | 元永慶太郎 | 中村陽介                      | オリジナル        | 共同制作：動画工房       |
| 2013年 | 12月        | 熱風海陸ブシロード                  | 迫井政行   | 小笠原宗紀                    | メディア ミックス | 共同制作：キネマシトラス |
| 2014年 | 4月 - 7月   | ブラック・ブレット                  | 小島正幸   | 小笠原宗紀                    | 小説              | 共同制作：キネマシトラス |
| 2016年 | 1月 - 3月   | ノルン+ノネット                     | 阿保孝雄   | 小笠原宗紀                    | ゲーム            | 共同制作：キネマシトラス |
| 2016年 | 1月 - 3月   | Dimension W                         | 亀井幹太   | N/A                           | 漫画              | 共同制作：Studio 3Hz     |
| 2017年 | 10月 - 12月 | 宝石の国                            | 京極尚彦   | 和氣澄賢                      | 漫画              |                          |
| 2019年 | 10月 - 12月 | BEASTARS                            | 松見真一   | キム ヒョンテ                 | 漫画              | 第1期                    |
| 2021年 | 1月 - 3月   | BEASTARS                            | 松見真一   | キム ヒョンテ                 | 漫画              | 第2期                    |
| 2021年 | 4月 - 6月   | ゴジラ S.P ＜シンギュラポイント＞   | 高橋敦史   | 天野直樹 和氣澄賢             | 特撮              | 共同制作：ボンズ         |
| 2023年 | 1月 - 3月   | TRIGUN STAMPEDE                     | 武藤健司   | 和氣澄賢                      | 漫画              |                          |
| 2026年 | 未公表      | TRIGUN STARGAZE                     | 佐藤雅子   | 未公表                        | 漫画              |                          |

### 劇場アニメ
| 公開年 | タイトル                                               | 監督            | アニメーション プロデューサー | 原作       | 備考                                                                 |
| ------ | ------------------------------------------------------ | --------------- | ----------------------------- | ---------- | -------------------------------------------------------------------- |
| 2016年 | 劇場版マジェスティックプリンス 覚醒の遺伝子            | 元永慶太郎      | 康村諒                        | オリジナル | 共同制作：セブン・アークス・ピクチャーズ                             |
| 2018年 | モンスターストライク THE MOVIE ソラノカナタ            | 錦織博          | 横田一平                      | ゲーム     |                                                                      |
| 2021年 | HOME!                                                  | 織笠晃彦        | N/A                           | オリジナル | 2020年度若手アニメーター育成プロジェクト「あにめのたね2021」参加作品 |
| 2023年 | 劇場版アイドリッシュセブン LIVE 4bit BEYOND THE PERiOD | 錦織博 山本健介 | N/A                           | ゲーム     |                                                                      |

### OVA
| 発売年 | タイトル      | 監督     | アニメーション プロデューサー | 原作       | 共同制作       |
| ------ | ------------- | -------- | ----------------------------- | ---------- | -------------- |
| 2016年 | Under the Dog | 安藤真裕 | 小笠原宗紀                    | オリジナル | キネマシトラス |

### Webアニメ
| 配信年 | タイトル                                                | 監督                 | アニメーション プロデューサー | 原作       |
| ------ | ------------------------------------------------------- | -------------------- | ----------------------------- | ---------- |
| 2019年 | そばへ                                                  | 石井俊匡             | 和氣澄賢                      | オリジナル |
| 2019年 | THE IDOLM@STER CINDERELLA GIRLS 8周年特別企画 Spin-off! | 吉邉尚希             | 安藤次郎                      | ゲーム     |
| 2024年 | BEASTARS（FINAL SEASON）                                | 松見真一             | 未公表                        | 漫画       |
| 2025年 | リヴァイアサン                                          | クリストフ・フェレラ | 未公表                        | 小説       |

### ゲーム
| 発売年 | タイトル             | 備考                   |
| ------ | -------------------- | ---------------------- |
| 2019年 | アイドリッシュセブン | 「Mr.AFFECTiON」MV制作 |

### CG関連の制作協力
テレビアニメ
- シゴフミ
- ヒロイック・エイジ
- キスダム
- スーパーロボット大戦OG -ディバイン・ウォーズ-
- ヒートガイジェイ
- ジーンシャフト
- ゾイド -ZOIDS-
- 攻殻機動隊 STAND ALONE COMPLEXシリーズ
  - 攻殻機動隊 STAND ALONE COMPLEX
  - 攻殻機動隊 S.A.C. 2nd GIG

- 創聖のアクエリオン
- ノエイン もうひとりの君へ
- Project BLUE 地球SOS
- BLACK LAGOON
- Devil May Cry
- ヒロイック・エイジ
- 灼眼のシャナ
- マクロスF
- 鉄腕バーディー DECODE
- Phantom 〜Requiem for the Phantom〜
- 東京マグニチュード8.0
- IS 〈インフィニット・ストラトス〉シリーズ
  - IS 〈インフィニット・ストラトス〉
  - IS 〈インフィニット・ストラトス〉2

- TIGER & BUNNY
- ラストエグザイル-銀翼のファム-
- 坂道のアポロン
- アクセル・ワールド
- 武装神姫
- CØDE:BREAKER
- まおゆう魔王勇者
- DEVIL SURVIVOR 2 the ANIMATION
- ウィッチクラフトワークス
- ハマトラシリーズ
  - ハマトラ
  - Re:␣ ハマトラ

- バディ・コンプレックス
- RAIL WARS!
- DRAMAtical Murder
- 残響のテロル
- 艦隊これくしょん -艦これ-
- 蒼穹のファフナー EXODUS
- ドラえもん (2005年のテレビアニメ)
- アクティヴレイド -機動強襲室第八係-
- 最弱無敗の神装機竜
- コメット・ルシファー
- 蒼の彼方のフォーリズム
- クレヨンしんちゃん
- ナイツ&マジック

劇場アニメ
- ミニモニ。じゃムービー お菓子な大冒険!
- 劇場版サルゲッチュ 黄金のピポヘル・ウッキーバトル
- ガンダム新体験 グリーンダイバーズ
- HIGHLANDER ハイランダー 〜ディレクターズカット版〜
- ヱヴァンゲリヲン新劇場版シリーズ
  - ヱヴァンゲリヲン新劇場版:序
  - ヱヴァンゲリヲン新劇場版:破

- 劇場版アクエリオン -壱発逆転篇-
- 映画 フレッシュプリキュア! おもちゃの国は秘密がいっぱい!?
- 劇場版 マクロスF 虚空歌姫 〜イツワリノウタヒメ〜
- 映画 プリキュアオールスターズDX2 希望の光☆レインボージュエルを守れ!
- TRIGUN Badlands Rumble
- 蒼穹のファフナー HEAVEN AND EARTH
- TIGER & BUNNYシリーズ
  - TIGER & BUNNY -The Beginning-
  - TIGER & BUNNY -The Rising-

- 攻殻機動隊 ARISE
- ジョバンニの島
- クレヨンしんちゃん 爆睡!ユメミーワールド大突撃
- 名探偵コナン から紅の恋歌
- 劇場版 マジンガーZ / INFINITY（3DCGアニメーションによるメカ戦闘アクションパートの一部）
- 名探偵コナン ゼロの執行人
- ドラゴンボール超 スーパーヒーロー

OVA
- BALDR FORCE EXE RESOLUTION
- GUNDAM EVOLVE
- 創星のアクエリオン
- BLACK LAGOON Roberta’s Blood Trail
- .hack//Quantum
- 英雄伝説 空の軌跡 THE ANIMATION
- 一騎当千 集鍔闘士血風録
- 流れ星レンズ
- コードギアス 亡国のアキト

ゲーム
- スカイ・クロラ イノセン・テイセス
- 武装神姫バトルマスターズ Mk.2

特撮
- ウルトラマンティガ
- ウルトラマンダイナ